# Hauriet
Hauriet ist eine französische Gemeinde mit 273 Einwohnern (Stand 1. Januar 2022) im Département Landes in der Region Nouvelle-Aquitaine (vor 2016: Aquitanien). Die Gemeinde gehört zum Arrondissement Dax und zum Kanton Coteau de Chalosse.
Der Name in der gascognischen Sprache lautet ebenfalls Hauriet. Er hat möglicherweise seinen Ursprung im Wort haurie (deutsch kleine Schmiede).
Die Einwohner werden Hauriètois und Hauriètoises genannt.

## Geographie
Hauriet liegt ca. 30 km östlich von Dax in der historischen Provinz Gascogne.
Umgeben wird Hauriet von den Nachbargemeinden:
| Nerbis | Toulouzette                                 |         |
| Mugron | Kompassrose, die auf Nachbargemeinden zeigt | Montaut |
|        | Saint-Aubin                                 |         |

Hauriet liegt am linken Ufer des Flusses Adour.
Einer seiner Nebenflüsse, der Gabas, fließt an einem relativ kleinen Abschnitt der nördlichen Grenze zur Nachbargemeinde Toulouzette entlang. Der Ruisseau de Bazin, ein Nebenfluss des Ruisseau de la Gouaougue, durchquert das Gebiet der Gemeinde ebenso wie sein Nebenfluss, der Ruisseau de Miremon.

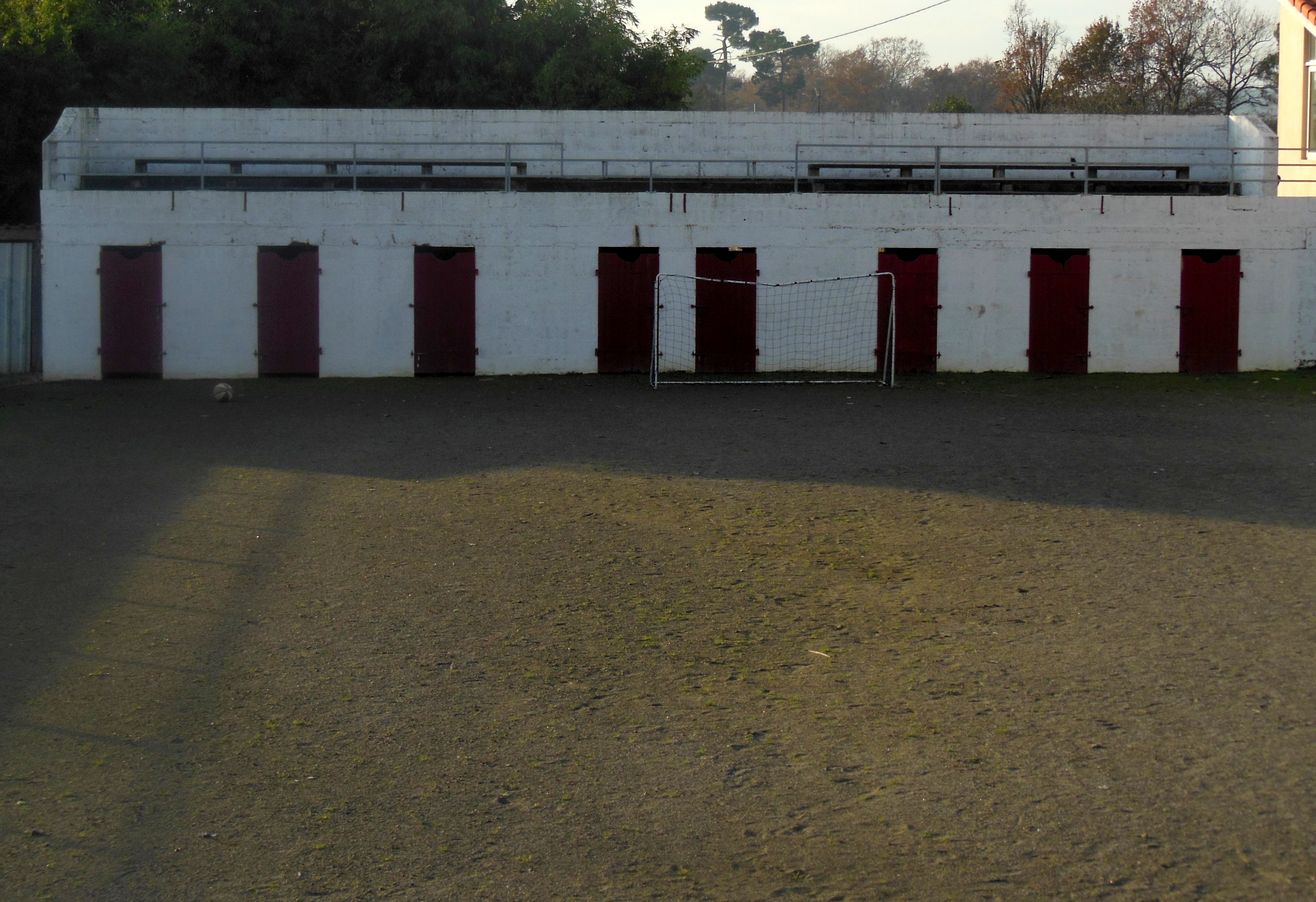
Stierkampfarena in Hauriet

## Geschichte
Die Herkunft des Namens der Gemeinde weist darauf hin, dass sie sich auf die Verarbeitung von Eisen gegründet und entwickelt hat. Die Gemeinde wurde 1310 erstmals erwähnt im Zusammenhang mit Bernard de Poudenx, dem Grundherrn von Hauriet. Es ist bekannt, dass Charles de Valois im Jahre 1471 hier Station gemacht hat und dass die Pfarrkirche während der Hugenottenkriege im 16. Jahrhundert niedergebrannt wurde. In der Französischen Revolution machte die Gemeinde von sich reden, als während der Terrorherrschaft der Revolutionär Pierre-Arnaud Dartigoeyte den Priester Cabiro zum Tode verurteilte. Ein großer Teil des Gebiets der Gemeinde ist kultiviert und bis zum Ende des 19. Jahrhunderts erlaubte die Mischkultur eine Deckung der Bedürfnisse der Bewohner. Diese wurde in der Folge schrittweise zugunsten der Aufzucht von Enten und Gänsen aufgegeben.

### Einwohnerentwicklung
Hauriet konnte bis zum Ende des 19. Jahrhunderts eine Größe von rund 500 Einwohnern und mehr halten. In der Folgezeit sank die Einwohnerzahl bei kurzen Erholungsphasen bis zu den 1990er Jahren auf 240 Einwohner, bevor eine moderate Wachstumsphase einsetzte, die heute noch anhält.
| Jahr      | 1962 | 1968 | 1975 | 1982 | 1990 | 1999 | 2006 | 2010 | 2022 |
| --------- | ---- | ---- | ---- | ---- | ---- | ---- | ---- | ---- | ---- |
| Einwohner | 337  | 317  | 285  | 267  | 240  | 251  | 245  | 264  | 273  |

## Sehenswürdigkeiten

### PfarrkircheSaint-Rémy
Sie wurde inmitten von Wohnhäusern errichtet. Das Langhaus, an dem an der Südseite eine Seitenkapelle gebaut wurde, wird durch eine flach abgeschlossene Apsis verlängert. Im Westen überragt ein rechteckiger Glockenturm mit einem Satteldach die Fassade.

## Wirtschaft und Infrastruktur
Die Landwirtschaft mit dem Schwerpunkt Geflügelzucht ist der wichtigste Wirtschaftsfaktor der Gemeinde.

### Bildung
Die Gemeinde verfügt über eine öffentliche Vorschule mit 21 Schülerinnen und Schülern im Schuljahr 2017/2018.

### Sport und Freizeit
Der grüne Weg (Voie verte) von den Toren von Dax bis kurz vor Saint-Sever führt auch durch das nördliche Gemeindegebiet von Hauriet. Er ist eine ehemalige Eisenbahntrasse der Compagnie des Tramways à Vapeur de la Chalosse et du Béarn, die 1899 eröffnet wurde. Ende der 1930er Jahre wurde die Beförderung von Personen eingestellt, der Güterverkehr erst 1970. Die Schienen wurden entfernt und machten Platz für Fußgänger, Radfahrer und Reiter.

### Verkehr
Hauriet ist erreichbar über die Routes départementales 8, 18 und 32.